# Peter Rosengren
Peter Rosengren, artistnamn Peter Strauss, född 1958, är svensk musiker som spelat med New Wave banden New Bondage, TT Reuter och Cortex. Han var även aktiv som musiker kring banden knutna till skivbolaget Heartwork Records där han deltog på flera grammofoninspelningar med artister som Robert Widén och Martti LeThargie. Peter Strauss var även medlem i bandet Babylon Blues.

## Diskografi

### New Bondage
- 1977 – "Shocked & Defeated" (singel)
- 1978 – "Backseat" (singel)

### Robert Widén
- 1978 – "No Religion No Reply" (singel)

### Martti LeThargie
- 1979 – "Head Expansion" (singel)

### Hemliga Bosse
- 1979 – "Aldrig mera ensam" (singel)

### TT Reuter
- 1979 – "Den udda gudens puls" (LP)
- 1979 – "Hör inte till" (singel)
- 1979 – "Den udda gudens puls" (singel)
- 1980 – "Strandsatt" (singel)
- 1981 – "III Live" (LP)
- 1981 – "Sång, dans, sex" (LP)
- 1981 – "Guldpojken" (singel)

### Cortex
- 1983 – "Live at Urania" (livealbum)
- 2015 – "Spinal Injuries/The Mannequins of Death" (dubbelalbum)

### Babylon Blues
- 1985 - "Har vi inte grävt för många hål" (singel) [7]
- 2002 - "Babylon blues 1985" (CD) [8]